# Barbara Hale
Barbara Hale (DeKalb, Illinois, 18 d'abril de 1922 - Sherman Oaks, Califòrnia, 26 de gener de 2017) va ser una actriu estatunidenca.

## Orígens
Segona de dues filles (la seva germana Juanita va néixer el 1913), Barbara Hale va néixer a DeKalb (Illinois, EUA), de Willa Calvin i Luther "Ezra" Hale, d'orígens escocesos i irlandesos. La família es va traslladar a Rockford quan Barbara era encara petita.
Allà va prendre classes de ball fins a l'edat de vint anys, a més de participar en les activitats de teatre locals. A l'escola va descobrir la pintura i després del graduar obtingut en l'escola local a Rockford, es va traslladar a Chicago per inscriure's a l'Acadèmia de Belles Arts.
La vida en la metròpoli va ser particularment difícil i l'escola molt competitiva. Per guanyar una mica de diners es va orientar cap la professió de model i va començar a posar per tira còmica titulada "Ramblin Bill". Poc després d'haver començat aquesta activitat, va ser descoberta per un agent que va enviar les seves fotos als estudis de la RKO. Barbara va signar un contracte i es va traslladar a Califòrnia.

## Carrera d'actriu cinematogràfica
Va començar el 1943 com a extra. L'ocasió va arribar amb un petit paper en la pel·lícula Higher and Higher (1943) amb Frank Sinatra de protagonista. A partir d'aquell moment va participar en diverses pel·lícules de sèrie B com La bella aventura (1945), amb Robert Mitchum, i en algunes pel·lícules més importants com The Jackpot (1950) amb James Stewart i L'últim comanxe (1952) amb Broderick Crawford i Lloyd Bridges. L'actriu va alternar personatges de dolça esposa i papers d'heroïna decidida que sap i obté el que vol.
El 1944, durant el rodatge de La bella aventura, va conèixer a Bill Williams (nom artístic de Hermann Katt), actor que va esdevenir famós gràcies a la televisió. 22 de juny de 1946 es van casar, i el matrimoni va durar 46 anys, fins a la mort de Williams el 1992. De la unió van néixer tres fills: Jody Katt el 1947, William Katt (també actor) el 1951 i Juanita Katt el 1953

## Perry Mason

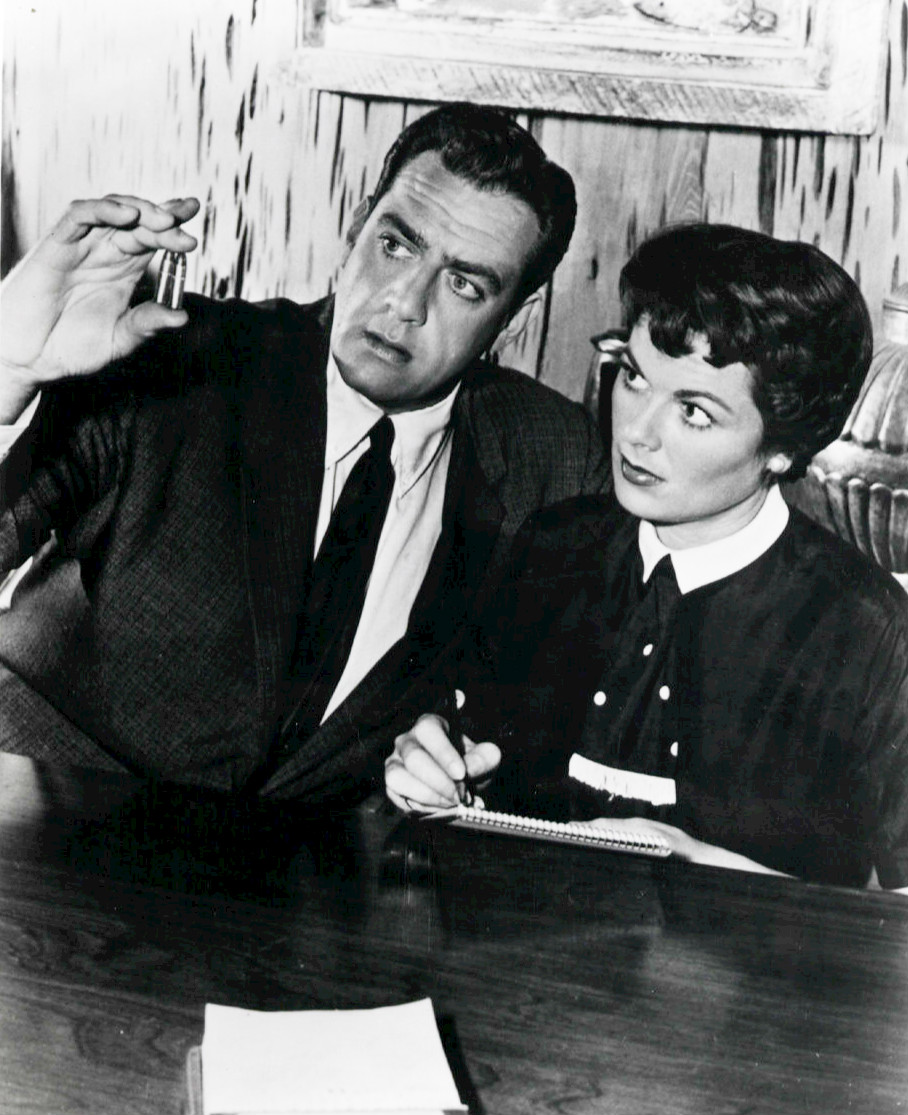
Amb Raymond Burr en la sèrie televisiva Perry Mason (1958)

A mitjans dels anys cinquanta la carrera de la Hale comptava com a actius moltes pel·lícules de baix pressupost i alguna bona interpretació, però l'actriu semblava destinada a romandre relegada a rols femenins de bella presència en pel·lícules de sèries B, produïdes en quantitats a Hollywood durant els anys quaranta i cinquanta.
El 1956 li van oferir el paper de Della Street, la discreta i indispensable secretària personal de l'advocat Perry Mason en la sèrie de televisió del mateix nom. El personatge, però, tot i que no requeria particulars esforços recitatius, va resultar ser una presència vital en el suport al sistema narratiu, cosa que permet a l'actriu guanyar un premi Emmy el 1959 i obtenir una nova nominació el 1961. La sèrie va continuar fins al final el 1966, regalant a Barbara Hale una fama sense precedents.

## Carrera després de Perry Mason
L'èxit mundial de la sèrie i la notorietat conquistada entre el públic en general no va impedir que l'actriu diluís els propis compromisos artístics i és dediqués a la família, concedint-se aparicions en cinema i televisió com guest star. Entre aquestes es recorden els rols en Airport (1970), en The Giant Spider Invasion (1975) i en El gran dimecres (1978), interpretada amb el seu fill William Katt, i en un episodi del telefilm The Greatest American Hero (1981).
En el 1985 la televisió americana va rellançar el personatge de Perry Mason produint una sèrie de pel·lícules per la pantalla petita: Raymond Burr va acceptar el seu vell rol, però va posar com condició que el rol de Della Street fos novament interpretat per Barbara Hale. Van rodar 26 pel·lícules TV amb Burr, fins a la seva mort el 1993, i 4 més (l'última el 1995) amb el títol de Perry Mason Mistery, en els quals l'advocat, fora de ciutat per negocis, es substituït per col·legues experts.
Barbara Hale té una estrella al Hollywood Walk of Fame al 1628 de Vine Street per la seva contribució a la indústria televisiva.

## Vida privada
Barbara Hale va viure a Palm Desert, Los Angeles, a Califòrnia (EUA). Deixà quatre nets: dos nois nascuts del fill William Katt, i un noi i una noia nascuts de la filla Juanita Katt. Era una fidel del bahaisme, religió monoteista d'orígens perses.

## Filmografia
| Pel·lícula | Pel·lícula                                   | Pel·lícula                                              | Pel·lícula |
| Any        | Títol                                        | Paper                                                   | Notes |
| ---------- | -------------------------------------------- | ------------------------------------------------------- | --- |
| 1943       | Gildersleeve's Bad Day                       | Noia a la festa                                         | No surt als crèdits |
| 1943       | Mexican Spitfire's Blessed Event             | Girl at Airport                                         | No surt als crèdits |
| 1943       | The Seventh Victim                           | Passatgera del metro                                    | No surt als crèdits |
| 1943       | The Iron Major                               | Sarah Cavanaugh                                         | No surt als crèdits |
| 1943       | Gildersleeve on Broadway                     | Venedora                                                | No surt als crèdits |
| 1943       | Estimada funcionària (Government Girl)       | Noia al vestíbul de l'Hotel                             | No surt als crèdits |
| 1943       | Around the World                             | Barbara Hale                                            | No surt als crèdits |
| 1943       | Higher and Higher                            | Katherine Keating                                       | |
| 1944       | Prunes and Politics                          |                                                         | curt |
| 1944       | The Falcon Out West                          | Marion Colby                                            | |
| 1944       | Goin' to Town                                | Patty                                                   | |
| 1944       | Heavenly Days                                | Angie                                                   | |
| 1944       | The Falcon in Hollywood                      | Peggy Callahan                                          | |
| 1945       | West of the Pecos                            | Rill Lambeth                                            | |
| 1945       | First Yank into Tokyo                        | Abby Drake                                              | |
| 1946       | Lady Luck                                    | Mary Audrey                                             | |
| 1947       | A Likely Story                               | Vickie North                                            | |
| 1948       | The Boy with Green Hair                      | Miss Brand                                              | |
| 1949       | The Clay Pigeon                              | Martha Gregory                                          | |
| 1949       | The Window                                   | Mrs. Mary Woodry                                        | |
| 1949       | Jolson Sings Again                           | Ellen Clark                                             | |
| 1949       | And Baby Makes Three                         | Jacqueline 'Jackie' Walsh                               | |
| 1950       | The Jackpot                                  | Amy Lawrence                                            | |
| 1950       | Emergency Wedding                            | Dra. Helen Hunt                                         | |
| 1951       | Lorna Doone                                  | Lorna Doone                                             | |
| 1952       | The First Time                               | Betsey Bennet                                           | |
| 1952       | Castle in the Air                            | Barbara Hale                                            | No surt als crèdits |
| 1953       | L'últim comanxe (Last of the Comanches)      | Julia Lanning                                           | |
| 1953       | Seminole                                     | Revere                                                  | |
| 1953       | The Lone Hand                                | Sarah Jane Skaggs                                       | |
| 1953       | A Lion Is in the Streets                     | Verity Wade                                             | |
| 1955       | Unchained                                    | Mary Davitt                                             | |
| 1955       | Horitzons blaus (The Far Horizons)           | Julia Hancock                                           | |
| 1956       | The Houston Story                            | Zoe Crane                                               | |
| 1956       | 7th Cavalry                                  | Martha Kellogg                                          | |
| 1957       | The Oklahoman                                | Anne Barnes                                             | |
| 1957       | Slim Carter                                  | Allie Hanneman                                          | |
| 1958       | Desert Hell                                  | Celie Edwards                                           | |
| 1968       | Buckskin                                     | Sarah Cody                                              | |
| 1970       | Airport                                      | Sarah Demerest                                          | |
| 1970       | The Red, White and Black                     | Mrs. Alice Grierson                                     | |
| 1975       | The Giant Spider Invasion                    | Dr. Jenny Langer                                        | |
| 1978       | El gran dimecres (Big Wednesday)             | Mrs. Barlow                                             | |
| Televisió  |                                              |                                                         | |
| Any        | Títol                                        | Paper                                                   | Notes |
| 1952–56    | The Ford Television Theatre                  | Marta Linden, Nora White                                | Episodis: "The Divided Heart", "Remember to Live", "Behind the Mask"                                                    |
| 1953       | Footlights Theater                           | Katherine Charles                                       | Episodi: "Change of Heart"                                                                                              |
| 1953–55    | Schlitz Playhouse of Stars                   |                                                         | Episodis: "Vacation for Ginny", "Tourists-Overnight"                                                                    |
| 1955       | Studio 57                                    | Ruth                                                    | Episodi: "Young Couples Only"                                                                                           |
| 1955       | General Electric Theater                     | Ellen Newman                                            | Episodi: "The Windmill"                                                                                                 |
| 1955       | Screen Director's Playhouse                  | June Waters                                             | Episodi: "Meet the Governor"                                                                                            |
| 1955       | Celebrity Playhouse                          |                                                         | Episodi: "He Knew All About Women"                                                                                      |
| 1955       | Climax!                                      | Mamie Eunson                                            | Episodi: "The Day They Gave Babies Away"                                                                                |
| 1955       | Science Fiction Theatre                      | Nancy Stanton, Pat Hastings                             | Episodis: "Conversations With an Ape", "The Hastings Secret"                                                            |
| 1956       | The Loretta Young Show Esposa de Bill        | Episodi: "The Challenge"                                | |
| 1956       | Damon Runyon Theater                         | Wendy Longfield                                         | Episodi: "The Good Luck Kid"                                                                                            |
| 1956       | Crossroads                                   | Jane Sherman                                            | Episodi: "Lifeline" |
| 1956       | The Millionaire                              | Kathy Munson i Marian Munson                            | Episodi: "The Kathy Munson Story"                                                                                       |
| 1956–57    | Playhouse 90                                 | Mrs. Julia Wiley, Ann Barnes, Allie Hanneman            | Episodis: "The Country Husband", "The Blackwell Story", "The Oklahoman", "Slim Carter"                                  |
| 1957–66    | Perry Mason                                  | Della Street                                            | Crèdits en 271 episodis                                                                                                 |
| 1959       | General Electric Theater                     | Lorraine                                                | Episodi: "Night Club"                                                                                                   |
| 1960       | Here's Hollywood                             | Ella mateixa                                            | |
| 1963       | Stump the Stars                              | Ella mateixa                                            | 2 episodes |
| 1967       | Custer                                       | Melinda Terry                                           | Episodi: "Death Hunt"                                                                                                   |
| 1969       | Insight                                      | Mom                                                     | Episodi: "A Thousand Red Flowers"                                                                                       |
| 1969       | Lassie                                       | Sarah Caldwell                                          | Episodi: "Lassie and the Water Bottles"                                                                                 |
| 1970       | The Most Deadly Game                         |                                                         | Episodi: "Model for Murder"                                                                                             |
| 1971       | Ironside                                     | Marsha Connell                                          | Episodi: "Murder Impromptu"                                                                                             |
| 1971       | Adam-12                                      | Bonnie Jessup                                           | Episodi: "Pick-up"; el marit de Hale, Bill Williams, també apareix                                                      |
| 1972       | The Doris Day Show                           | Thelma King                                             | Episodi: "Doris' House Guest"                                                                                           |
| 1973–78    | Walt Disney's Wonderful World of Color       | Mrs. Belle Kincaid, Mrs. Hanson, Mrs. Ogle, Mrs. Barlow | Episodis: "Chester, Yesterday's Horse", "Flight of the Grey Wolf, Parts 1 and 2", "The Young Runaways", "Big Wednesday" |
| 1974       | Marcus Welby, M.D.                           | Marjorie                                                | Episodi: "The Faith of Childish Things"                                                                                 |
| 1976       | Dinah!                                       | Ella mateixa                                            | |
| 1982       | The Greatest American Hero                   | Paula Hinkley                                           | Episodi: "Who's Woo in America"                                                                                         |
| 1985       | Perry Mason Returns                          | Della Street                                            | Perry Mason telefilm |
| 1986       | The Case of the Notorious Nun                | Della Street                                            | Perry Mason telefilm |
| 1986       | The Case of the Shooting Star                | Della Street                                            | Perry Mason telefilm |
| 1987       | The Case of the Lost Love                    | Della Street                                            | Perry Mason telefilm |
| 1987       | The Case of the Sinister Spirit              | Della Street                                            | Perry Mason telefilm |
| 1987       | The Case of the Murdered Madam               | Della Street                                            | Perry Mason telefilm |
| 1987       | The Case of the Scandalous Scoundrel         | Della Street                                            | Perry Mason telefilm |
| 1988       | The Case of the Avenging Ace                 | Della Street                                            | Perry Mason telefilm |
| 1988       | The Case of the Lady in the Lake             | Della Street                                            | Perry Mason telefilm |
| 1989       | The Case of the Lethal Lesson                | Della Street                                            | Perry Mason telefilm |
| 1989       | The Case of the Musical Murder               | Della Street                                            | Perry Mason telefilm |
| 1989       | The Case of the All-Star Assassin            | Della Street                                            | Perry Mason telefilm |
| 1990       | The Case of the Poisoned Pen                 | Della Street                                            | Perry Mason telefilm |
| 1990       | The Case of the Desperate Deception          | Della Street                                            | Perry Mason telefilm |
| 1990       | The Case of the Silenced Singer              | Della Street                                            | Perry Mason telefilm |
| 1990       | The Case of the Defiant Daughter             | Della Street                                            | Perry Mason telefilm |
| 1991       | The Case of the Ruthless Reporter            | Della Street                                            | Perry Mason telefilm |
| 1991       | The Case of the Maligned Mobster             | Della Street                                            | Perry Mason telefilm |
| 1991       | The Case of the Glass Coffin                 | Della Street                                            | Perry Mason telefilm |
| 1991       | The Case of the Fatal Fashion                | Della Street                                            | Perry Mason telefilm |
| 1992       | The Case of the Fatal Framing                | Della Street                                            | Perry Mason telefilm |
| 1992       | The Case of the Reckless Romeo               | Della Street                                            | Perry Mason telefilm |
| 1992       | The Case of the Heartbroken Bride            | Della Street                                            | Perry Mason telefilm |
| 1993       | The Case of the Skin-Deep Scandal            | Della Street                                            | Perry Mason telefilm |
| 1993       | The Case of the Telltale Talk Show Host      | Della Street                                            | Perry Mason telefilm |
| 1993       | The Case of the Killer Kiss                  | Della Street                                            | Perry Mason telefilm |
| 1993       | The Case of the Wicked Wives                 | Della Street                                            | Perry Mason telefilm |
| 1993       | The Defense Rests: A Tribute to Raymond Burr | Ella mateixa                                            | |
| 1994       | The Case of the Lethal Lifestyle             | Della Street                                            | Perry Mason telefilm |
| 1994       | The Case of the Grimacing Governor           | Della Street                                            | Perry Mason telefilm |
| 1995       | The Case of the Jealous Jokester             | Della Street                                            | Perry Mason telefilm |
| 2000       | Biography                                    | ella mateixa                                            | Episodi: "Raymond Burr, The Case of the TV Legend"                                                                      |